# Citroën DS5
Citroën DS5 – samochód osobowy klasy średniej produkowany przez francuską markę Citroëna w latach 2011 − 2015. W latach 2015–2018 samochód oferowany był pod marką DS Automobiles jako DS 5.

## Historia modelu

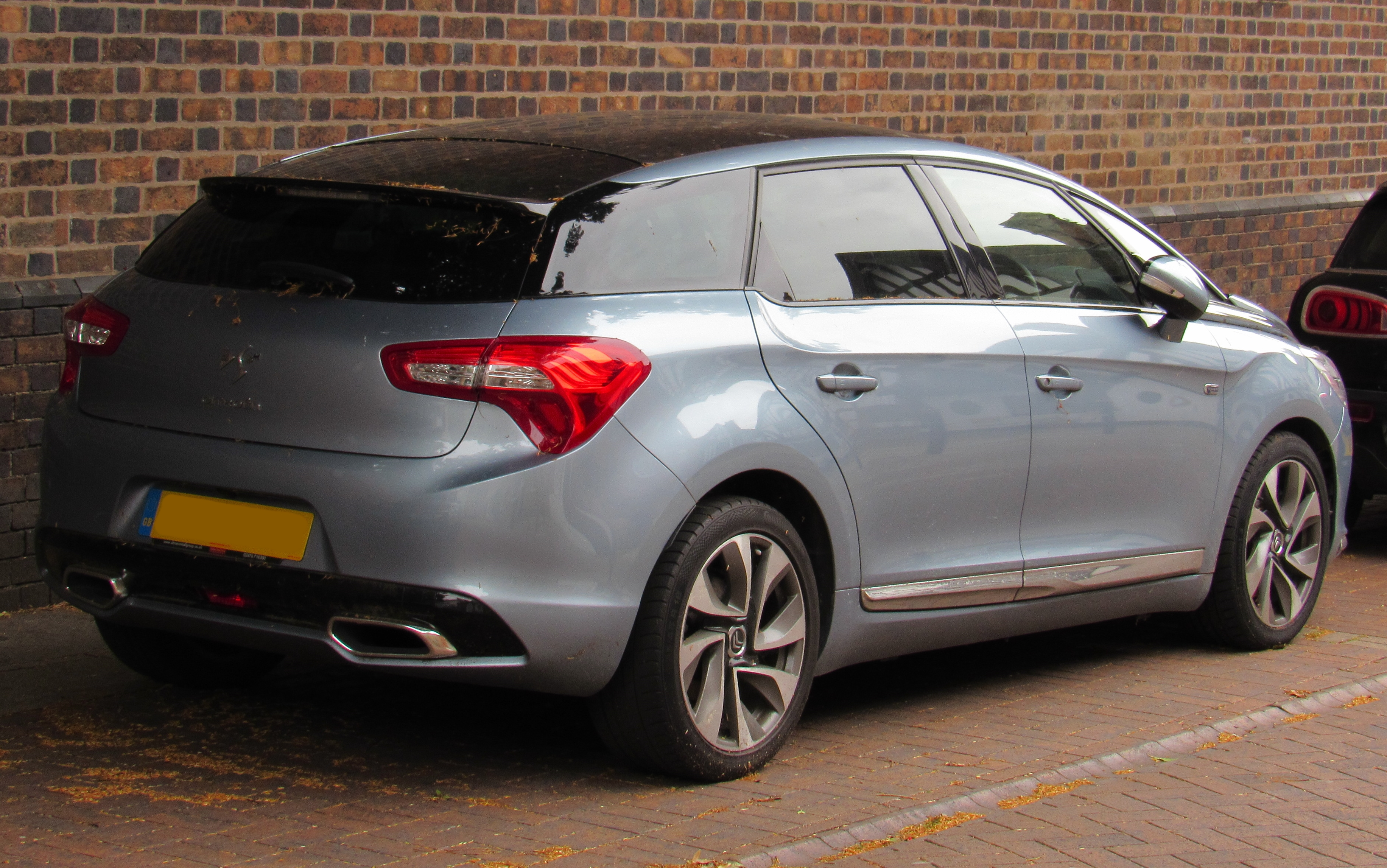
Citroën DS5 – tył pojazdu

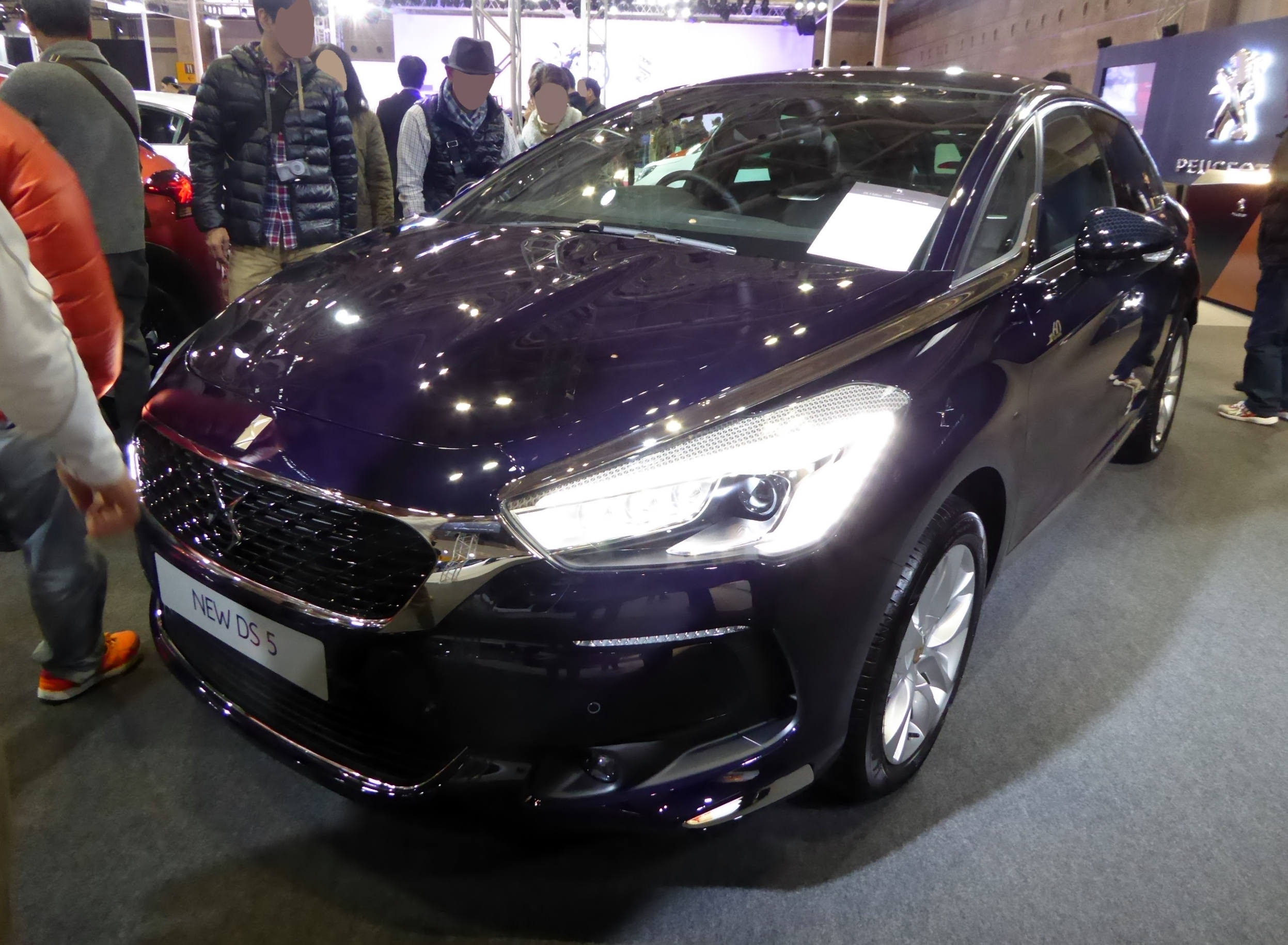
DS 5

Trzeci model prestiżowej gamy DS został zaprezentowany podczas Frankfurckiego Salonu Samochodowego 2011. Pierwsze egzemplarze zjechały z linii produkcyjnych pod koniec 2011 roku. W polskich salonach Citroën DS5 pojawił się wiosną 2012 roku. Samochód występuje tylko w wersji 5-drzwiowego hatchbacka. Nie jest oparty na modelu C5, jak wskazywać by mogła nazwa. Samochód powstał w oparciu o płytę podłogową wykorzystaną między innymi do konstrukcji Peugeota 3008.

### Silniki
Citroen DS5 mógł być wyposażony w jeden z 5 silników – benzynowe 1.6 THP o dwóch mocach 156 i 200 KM lub diesle 1.6 i 2.0, które generują moc rzędu 120, 150 i 180 koni mechanicznych. Oferowano również wersję z napędem hybrydowym i napędem na cztery koła 2.0 HDi Hybrid4, z 2-litrowym dieslem, którego moc wynosi 163 KM przy 3750 obr./min, 300 Nm przy 1750 obr./min oraz silnikiem elektrycznym o mocy 37 KM w zakresie 2000-7500 obr./min, 200 Nm przy 1290 obr./min.

### Wyposażenie
Na pokładzie DS5 standardowo znajduje się m.in. 7 poduszek powietrznych, dwustrefowa klimatyzacja automatyczna, elektryczne lusterka i szyby, rozbudowany system audio, asystent pasa ruchu, wyświetlacz head-up oraz systemy ABS i ESP.

### DS 5
Na początku 2015 podobnie jak modele DS 3 i DS 4 samochód poddano liftingowi przy okazji wyodrębnienia samochodu z marki Citroën na rzecz nowo powstałego prestiżowego producenta DS Automobiles. Zmieniono wygląd pasa przedniego, gdzie pojawił się nowy grill z którego zniknęło logo Citroëna, lampy o zmienionym kształcie, a we wnętrzu po raz pierwszy zastosowano ekran dotykowy, dzięki któremu usunięto aż 12 przycisków. Samochód będzie sprzedawany pod nową, odrębną marką − DS. Dodatkowo poszerzono poziom wyposażenia, pojawiły się nowe, wcześniej niedostępne systemy bezpieczeństwa. Modernizacji poddano jednostki napędowe, spalają mniej paliwa i spełniają normę emisji spalin Euro 6.